# Robinho
Robson de Souza, ismertebb nevén Robinho (São Vicente, 1984.  január 25. –) brazil labdarúgó. 2020 októberében a brazil Santos csatára lett volna, de mivel több támogatója ellenezte és egy el is hagyta a klubot a játékos több korábbi erőszakos tette miatt ez tiszteletlenség lenne a nőkkel szemben, ezért felfüggesztették az igazolást és a védelemre koncentrálnak.
Kétszeres spanyol, illetve egyszeres brazil, valamint olasz bajnok brazil labdarúgó, nemzetközi szinten Konföderációs kupa és Copa América győztes.

## Pályafutása

### Santos
2002-ben 18 évesen írta alá élete első profi szerződését a brazil Santos csapatában. Az első szezonjában 24 mérkőzésen lépett pályára, és ezeken mindössze 1 gólt szerzett. Csapata megnyerte a  brazil bajnokságot, valamint 2003-ban bejutott a Libertadores-kupa döntőjébe, de ott elvérzett az argentin Boca Juniors ellen. A 2004-es szezonban Robinho 37 mérkőzésen 21 gólt szerzett, ezzel nagyrészt hozzájárult ahhoz hogy a csapata ismét megnyerje a bajnokságot.
Ezek után sok európai klub érdeklődését felkeltette, de a Santos minden ajánlatot elutasított. 2005-ben édesanyjára fegyveres rablók támadtak, sértetlenül megúszta az esetet, fia kifizette a váltságdíjat..
A 2005-ös szezonban Robinho 12 tétmérkőzésen lépett pályára 9 gólt szerezve, tehetsége megérett, ezzel a piaci ára sokat növekedett. Belátható volt, hogy előbb-utóbb a kis brazil egy európai klubban folytatja tovább. A Santos is kezdte belátni, hogy sztárjátékosát nehéz lesz megtartani. Robinhot végül a nagy hírnévvel rendelkező Real Madrid vásárolta meg 24 millió euróért, úgy hogy korábbi klubja 60%-ban még birtokolta a játékost.

### Real Madrid
Robinho rögtön megkapta a 10-es számú mezt, melyet Luís Figotol örökölt. Az első szezonjában 37 mérkőzésen kapott lehetőséget és 14 gólt szerzett. A szezon első felében még ő ült a kispadon, a bajnokság második felében azonban hamar megmutatkozott tehetsége, többnyire David Beckham helyére állt be, mint jobbszélső. Robinho ebben az évben bajnoki címet szerzett a blancókkal. Robinhonak élete során ez volt a harmadik bajnoki címe.
Miután az edzőt Fabio Capellót elutasították és helyette Bernd Schustert nevezték ki, Robinho egyre biztosabb tagjává vált a keretnek. Robinho a bajnokságban 11 gólt szerzett és 8 asszisztot osztott ki,  valamint négy gólt szerzett a Bajnokok Ligájában. A szezon második felére azonban sérülés hátráltatta a játékban. Előtte azonban csapatával bezsebelte a bajnoki címet, nagymértékben hozzájárult klubja győzelméhez a Recreativo ellen az utolsó fordulóban..
Robinho Madridban elérte azt a sikert, hogy a harmadik legjobb gólvágó lett Raúl, illetve Ruud van Nistelrooy mögött. Ő volt az a játékos, a második legtöbb gólpasszt jegyzett a klubban Guti Hernández mögött, illetve a 2007-08-as szezonban Iker Casillas mellett jelölést kapott a legjobb európai játékosnak járó trófeáért, illetve a FIFA ÉV Játékosa Díjért is.
Robinho azt remélte hogy madridi pályafutása után az angol Chelsea FC csapatához szerződik, ám ez meghiúsult. 2008. szeptember 1-jén 43 millió euró fejében a Manchester City csapatához került.

### Manchester City

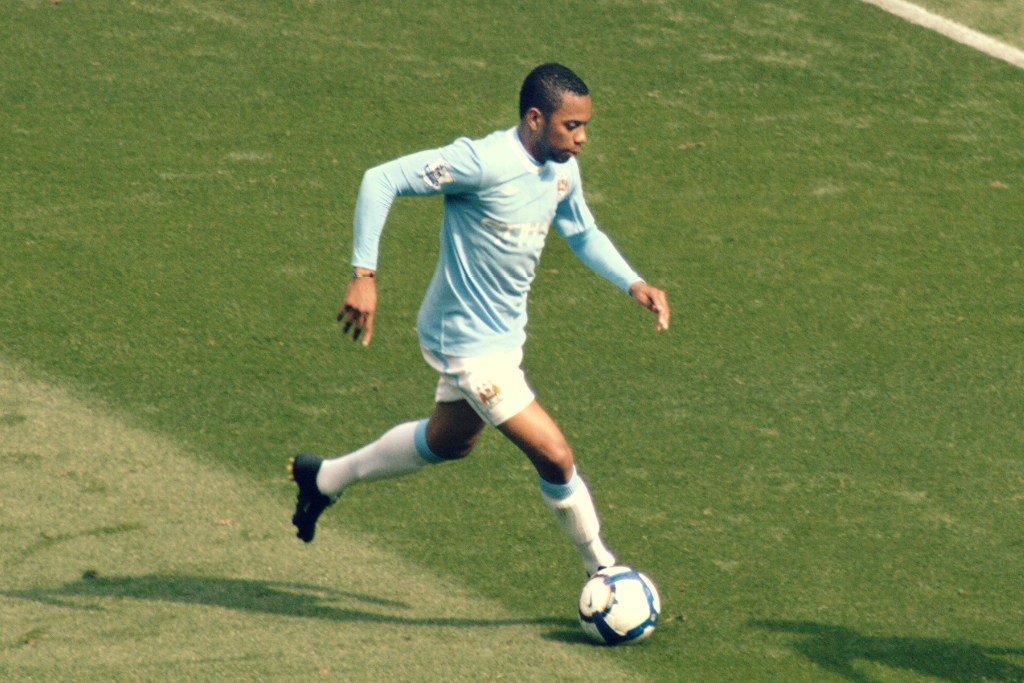
Robinho a Manchester City játékosaként 2009-ben

2008. szeptember 1-jén az az a Premier League nyári átigazolásának utolsó napján a Manchester City 42,5 millió fontért vásárolta meg a brazil szélsőt.  Ezen a napon a csapatot megvásárolta egy arab csoport. Abu Dhabi United Group. Később az is kiderült, hogy Robinho meccsenkénti fizetése 160 ezer font lesz majd.
Már korábban is összefüggésbe hozták azzal, hogy a Chelsea játékosa lesz. Már szinte biztos volt, hogy Robinho aláír a kékekhez,,  de a klub ügyvezető igazgatója, Peter Kenyon elmondta, hogy a brazil az utolsó pillanatban cáfolta meg a csatlakozását.
Robinho a The Guardian című angol lapnak adott egy interjút, melyben új klubjának tisztelgett, és azt is kijelentette, hogy honfitársai, Jo és Elano segítik majd jobban a beilleszkedésben. A Chelsea ellen debütált, első gólját rögtön meg is szerezte, ám csapata a mérkőzést 3-1-re elveszítette. Október 26-án szerezte meg első mesterhármasát a Stoke City csapata ellen. A Manchester City továbbá 3-2-es győzelmet aratott az UEFA-kupában november 6-án, a brazil csatár szerezte a döntő gólt. Robinho annyira rangos ember volt a csapatnál, hogy a Hull City elleni bajnokin Richard Dunne lecserélése után ő kapta meg a csapatkapitányi karszalagot. A mérkőzés végkimenetele 2-2 lett.
Robinho számos győzelemhez segítette ezek után csapatát. A mérkőzés embere volt az Everton csapata ellen, amelyet az ő góljával nyert meg a City. A klubnak ez volt az első idegenbeli győzelme augusztus 31-e után. Ezután a Blackburn Rovers csapatával a  brazil egymaga bánt el, ugyanis mesterhármast szerzett ( a mérkőzés végeredménye 3-1). Robinho a Cityben a csapat házi  gólkirálya lett, összetettben a negyedik helyen végzett a góllövőlistán.
Második szezonjában már nem volt ennyire sikeres. 3 hónapot hagyott ki sérülése miatt, így a szezonban csak 12 mérkőzésen kapott lehetőséget, ezeken csak 1 gólt szerzett (azt is egy alacsonyabb osztályban szereplő csapatnak, a Scunthorpe Unitednek az FA-kupában). Ezek után érthető volt, hogy csapata kölcsönadja a fejlődés érdekében.

### Vissza a Santosba
2010. január 28-án Robinhot nevelőegyüttesének a Santosnak adta kölcsönbe a City 6 hónapra. Kijelentette, hogy sokat akar játszani és hogy kupa-, illetve bajnoki sikerre akarrja juttatni egykori csapatát. Nyilatkozataiban többször megerősítette, hogy nem akar visszamenni Angliába. A brazil a São Paulo ellen debütált, ahol az utolsó öt percben kapott lehetőséget,az első labdaérintéséből gólt szerzett, beállítva ezzel a végeredményt:2-1. Az utolsó mérkőzésén csapatával megnyerték a Brazil Kupát, habár a mérkőzést elveszítette a brazil egyesület 2-1-re a Vitória ellen, ám összesítésben 3-2-re megnyerte azt. Ez volt a csapat első címe. Robinho visszatért a Citybe, bár többször is hangsúlyozta, hogy szívesen maradna Brazíliában, azonban a Santos nem tett érte ajánlatot. A kékek az átigazolási listán hirdették, hogy Robinho eladó,tehát minél hamarabb vevőt akartak találni rá. Érdeklődők azok voltak, a török Beşiktaş, valamint a Fenerbahçe is ajánlatokat tett érte, a brazil azonban ezeket visszautasította. Leginkább egy spanyol vagy egy olasz klubcsapatba vágyott.

### Milan
2010. augusztus 31-én az AC Milan csapatához négy évre írt alá 18 millió euróért. Az újonc Cesena ellene debütált, ahol csapata 2-0-ra elvérzett. A csapatban a sok sérülések ellenére megszerezte első gólját a Chievo ellen, a mérkőzést a Milan 3-1-re nyerte meg. Folytatta a gólgyártást, betalált az egymást követkő fordulókban is, a Napoli, illetve a Sampdoria ellen is, ezek után már csak december 4-én talált be a Brescia ellen, majd a Bologna ellen is. 2011-ben is ő kezdte a gólgyártást a Bari ellen, gólt lőtt a Catania, valamint a Parma csapata ellen is. A szezon végén a Milannal bajnoki címet ünnepelhetett.

### A válogatottban

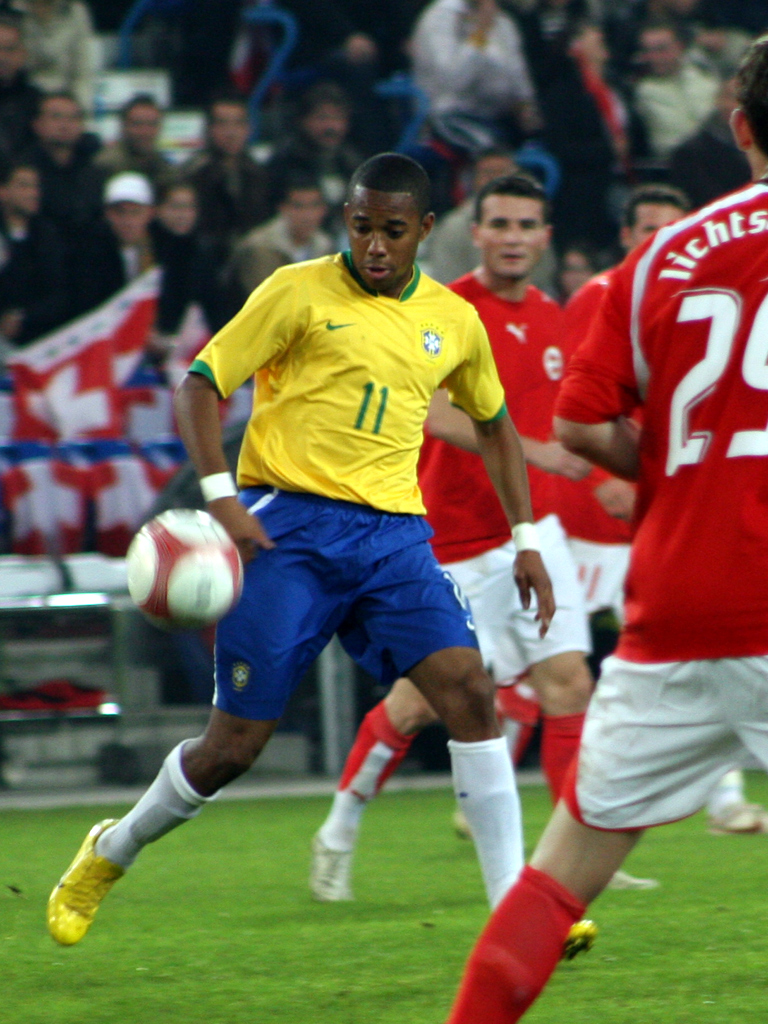
Robinho a brazil válogatottban Svájc ellen

Robinho a brazil válogatottban először a 2003-as CONCACAF-aranykupa tornán, Mexikó ellen kapott lehetőséget a csapatban. Tagja volt a 2005-ös konföderációs kupára készülő keretnek, ahol Brazília aranyérmes lett. Négy-öt mérkőzésen kapott lehetőséget, leginkább csereként számoltak vele. Robinho azonban megmutatta valódi formáját a Copa Américában 2007-ben. A 11-es mezszámot kapta, melyet a gyerekkori példaképe, Romário viselt. Robinho a tornán Chile ellen (3-0) mesterhármast szerzett, Ecuadort (1-0) egy tizenegyessel intézte el. Megkapta a sorozat legjobb góllövőjének járó díjat, az Aranycipőt is. A válogatottal rész vett 2009-ben a Konföderációs kupán. Minden mérkőzésen játszott, a döntőt 3-2-re nyerték meg az USA ellen. A 2010-es világbajnokságon részt vevő keretnek is tagja volt, a csapat a negyeddöntőig menetelt, Hollandia állta útjukat, tőlük kaptak ki 2-1-re.

## Magánélete
Robinho nős, felesége Vivian Guglielmetti. Két fiuk van, Robson Jr. és Gianluca de Souza.
2009 januárjában Robinhot szexuális zaklatás vádjával letartóztatták, azonban áprilisban  West Yorkshire rendőrkapitánysága bejelentette, hogy az ügyben nem nyomoznak tovább.
2017-ben egy olasz bíróság elítélte Robinhót egy milánói szórakozóhelyen 2013-ban elkövetett csoportos nemi erőszak miatt. Ezt az ítéletet a milánói fellebbviteli bíróság, majd 2022 januárjában az olasz legfelsőbb bíróság is megerősítette. [https://www.espn.com/soccer/story/_/id/37614918/robinho-brutally-humiliated-rape-victim] Olaszország kiadatási kérelmét Brazília elutasította, mert Brazília alkotmánya nem teszi lehetővé brazil állampolgárok kiadatását. 2024 márciusában Robinho megkezdte Brazíliában elítélt kilencéves börtönbüntetésének letöltését.] 

## Sikerei,díjai

### Klubcsapatban
Santos
- Campeonato Brasileiro Série A (2): 2002, 2004
- Campeonato Paulista (1): 2010
- Copa do Brasil (1): 2010

 Real Madrid
- La Liga (2): 2006-07, 2007-08
- Sopercopa Espanola (1): 2008

 Milan
- Serie A (1): 2010-11
- Supercoppa Italiana (1): 2011

 Kuangcsou Evergrande
- Chinese Super League (1): 2015

#### A válogatottban
Brazília
- Konföderációs kupa: 2005, 2009
- Copa América: 2007

### Egyéni
- Copa América: 2007 – Aranylabda
- Copa América: 2007 – Aranycipő
- Bola de Ouro: 2005
- FIFA által elismert legjobb fiatal játékos: 2004–05